# Migueláñez
Migueláñez is een gemeente in de Spaanse provincie Segovia in de regio Castilië en León met een oppervlakte van 19,22 km². Migueláñez telt 150 inwoners (1 januari 2016).

## Demografische ontwikkeling
Bron: INE, 1857-2011: volkstellingen